# Rebutia buiningiana
Rebutia buiningiana Rausch, 1972, es una especie fanerógama perteneciente a  la familia de las Cactaceae. Actualmente es considerado sinónimo de Aylostera fiebrigii.

## Distribución
Es endémica de Argentina. Es una especie común en lugares localizados.

## Descripción
Es una planta perenne carnosa, globosa de color verde armada de espinos  y  con las flores de color rojo..